# François Ligeret de Chazey
François Ligeret de Chazey est un homme politique français né le 28 octobre 1759 à Athie (Côte-d'Or) où il est décédé le 17 décembre 1819.

## Biographie
Avocat au Parlement de Dijon, il est ensuite juge au tribunal de district de Semur-en-Auxois puis, en septembre 1791, procureur général syndic de la Côte-d'Or. Accusateur public au tribunal criminel de Dijon en 1793, il est receveur particulier à Semur-en-Auxois en 1799 puis sous-préfet de Tonnerre en 1809.
Il est député de l'Yonne en 1815, pendant les Cent-Jours.

## Sources
- Ressource relative à la vie publique :   - Base Sycomore
- « François Ligeret de Chazey », dans Adolphe Robert et Gaston Cougny, Dictionnaire des parlementaires français, Edgar Bourloton, 1889-1891 [détail de l’édition]